# Reithrodon auritus
Reithrodon auritus é uma espécie de roedor da família Cricetidae.
Pode ser encontrada nos seguintes países: Argentina, Chile e Uruguai.